# Stelis grossa
Stelis grossa là một loài Hymenoptera trong họ Megachilidae. Loài này được Mitchell mô tả khoa học năm 1962.